# Torneio de Linares
O torneio de Linares (Espanha) é um dos mais fortes no calendário mundial de xadrez, disputado pela primeira vez em 1978 e chegando a vigésima segunda edição em 2005.
Vários jogadores já participaram do torneio, entre eles Bent Larsen, Alexei Shirov, Efim Geller, Artur Yusupov, Viktor Korchnoi, Lajos Portisch, Gata Kamsky, Nigel Short, Judit Polgar e Michael Adams.

## Vencedores
- 1978 Jaan Eslon e Roberto Debarnot 6.0/9
- 1979 Larry Christiansen 8.0/11
- 1981 Anatoly Karpov e Larry Christiansen 8.0/11
- 1983 Boris Spassky 6.5/10
- 1985 Ljubomir Ljubojevic e Robert Hüebner 7.0/11
- 1988 Jan Timman 8.5/11
- 1989 Vassily Ivanchuk 7.5/10
- 1990 Garry Kasparov 8.0/11
- 1991 Vassily Ivanchuk 9.5/13
- 1992 Garry Kasparov 10.0/13
- 1993 Garry Kasparov 10.0/13
- 1994 Anatoly Karpov 11.0/13
- 1995 Vassily Ivanchuk 10.0/13
- 1997 Garry Kasparov 8.5/11
- 1998 Viswanathan Anand 7.5/12
- 1999 Garry Kasparov 10.5/14
- 2000 Garry Kasparov e Vladimir Kramnik 6.0/10
- 2001 Garry Kasparov 7.5/10
- 2002 Garry Kasparov 8.0/12
- 2003 Peter Leko e Vladimir Kramnik 7.0/12 (Leko é campeão no desempate)
- 2004 Vladimir Kramnik 7.0/12
- 2005 Garry Kasparov e Veselin Topalov 8.0/12 (Kasparov é campeão no desempate)
- 2006 Levon Aronian 8.5/14
- 2007 Viswanathan Anand

## Ano a Ano

### 2000
- 6 participantes
- ELO médio - 2751 (categoria 21)
- 30 Jogos
  - 23 empates

Classificação Final
| 1° | Garry Kasparov      | 6.0/10 |
| 1° | Vladimir Kramnik    | 6.0/10 |
| 3° | Peter Leko          | 4.5/10 |
| 4° | Viswanathan Anand   | 4.5/10 |
| 5° | Alexander Khalifman | 4.5/10 |
| 6° | Alexei Shirov       | 4.5/10 |

### 2001
- 6 participantes
- ELO médio - 2721 (categoria 19)
- 30 Jogos
  - 19 empates

Classificação Final
| 1° | Garry Kasparov     | 7.5/10 |
| 2° | Judit Polgar       | 4.5/10 |
| 3° | Peter Leko         | 4.5/10 |
| 4° | Alexei Shirov      | 4.5/10 |
| 5° | Anatoly Karpov     | 4.5/10 |
| 6° | Alexander Grischuk | 4.5/10 |

### 2002
- 7 participantes
- ELO médio - 2732 (categoria 20)
- 42 Jogos
  - 27 empates

Classificação Final
| 1° | Garry Kasparov         | 8.0/12 |
| 2° | Ruslan Ponomariov      | 6.5/12 |
| 3° | Vassily Ivanchuk       | 6.0/12 |
| 4° | Viswanathan Anand      | 6.0/12 |
| 5° | Michael Adams          | 6.0/12 |
| 6° | Francisco Vallejo Pons | 5.0/12 |
| 7° | Alexei Shirov          | 4.5/12 |

### 2003
- 22 de Fevereiro até 9 de Março
- 7 participantes
- ELO médio - 2732 (categoria 20)
- 42 Jogos
  - 11 vitórias das brancas
  - 4 vitórias das pretas
  - 27 empates

Classificação Final
| 1° | Peter Leko             | 7.0/12 |
| 2° | Vladimir Kramnik       | 7.0/12 |
| 3° | Garry Kasparov         | 6.5/12 |
| 4° | Viswanathan Anand      | 6.5/12 |
| 5° | Ruslan Ponomariov      | 5.5/12 |
| 6° | Francisco Vallejo Pons | 5.0/12 |
| 7° | Teimour Radjabov       | 4.5/12 |

### 2004
- 22 de Fevereiro até 9 de Março
- 7 participantes
- ELO médio - 2731 (categoria 20)
- 42 Jogos
  - 6 vitórias das brancas
  - 3 vitórias das pretas
  - 33 empates

Classificação Final
| 1° | Vladimir Kramnik       | 7.0/12 |
| 2° | Garry Kasparov         | 6.5/12 |
| 3° | Peter Leko             | 6.5/12 |
| 4° | Teimour Radjabov       | 6.0/12 |
| 5° | Veselin Topalov        | 6.0/12 |
| 6° | Alexei Shirov          | 5.0/12 |
| 7° | Francisco Vallejo Pons | 5.0/12 |

### 2005
- 27 de Fevereiro até 10 de Março
- 7 participantes
- ELO médio - 2743 (categoria 20)
- 42 Jogos
  - 9 vitórias das brancas
  - 6 vitórias das pretas
  - 27 empates

Classificação Final
| 1° | Garry Kasparov         | 8.0/12 |
| 2° | Veselin Topalov        | 8.0/12 |
| 3° | Viswanathan Anand      | 6.5/12 |
| 4° | Peter Leko             | 6.0/12 |
| 5° | Michael Adams          | 5.5/12 |
| 6° | Rustam Kasimdzhanov    | 4.0/12 |
| 7° | Francisco Vallejo Pons | 4.0/12 |